# Liste der Stolpersteine in Passau

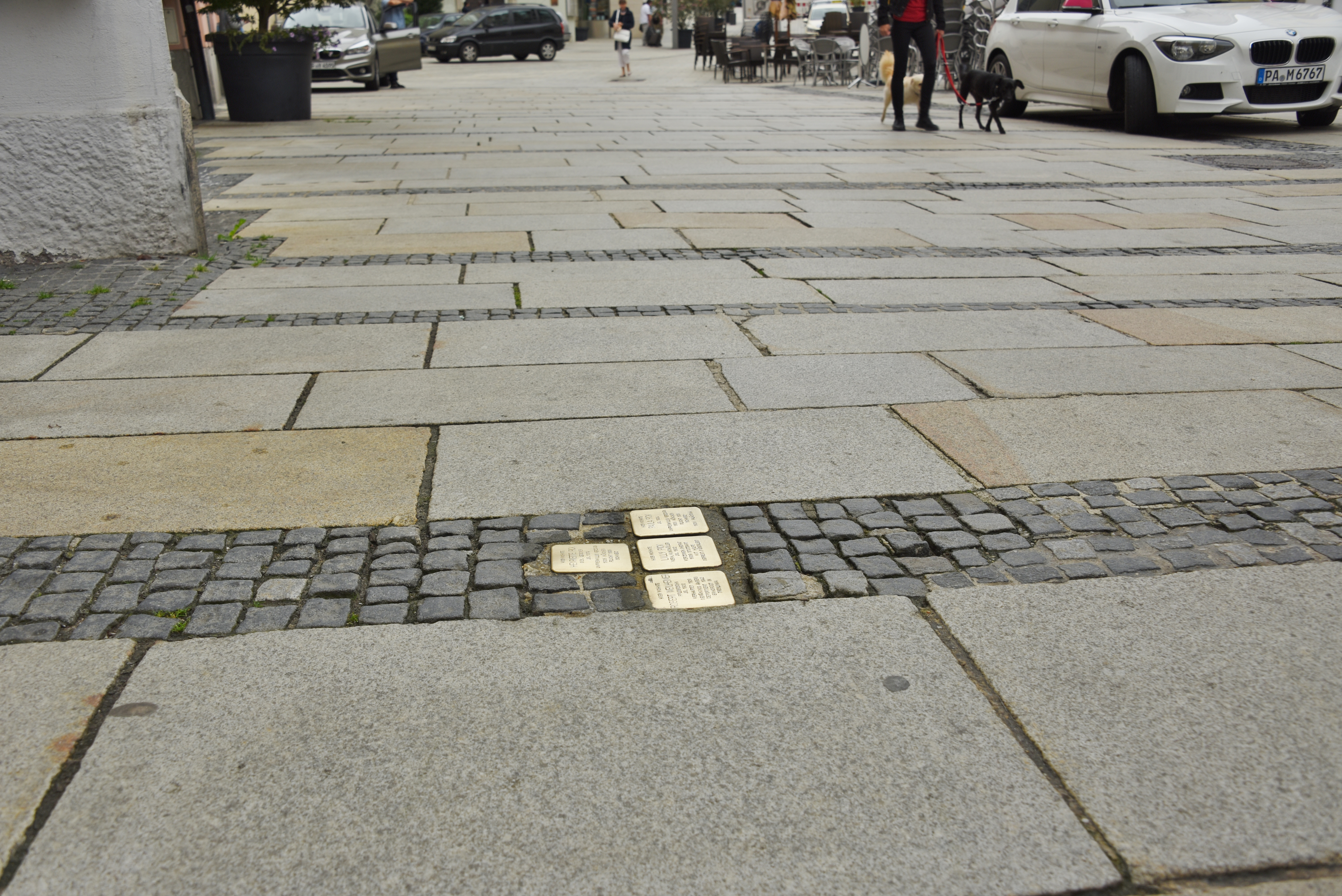
Stolpersteine für die Familie Pick

Die Liste der Stolpersteine in Passau enthält die Stolpersteine, die vom Kölner Künstler Gunter Demnig in der bayrischen Stadt Passau verlegt wurden. Stolpersteine erinnern an das Schicksal der Menschen, die von den Nationalsozialisten ermordet, deportiert, vertrieben oder in den Suizid getrieben wurden. Sie liegen im Regelfall vor dem letzten selbstgewählten Wohnsitz des Opfers.
Die ersten und bislang einzigen Verlegungen in Passau erfolgten am 24. Juli 2015.

## Zur Geschichte der Juden von Passau

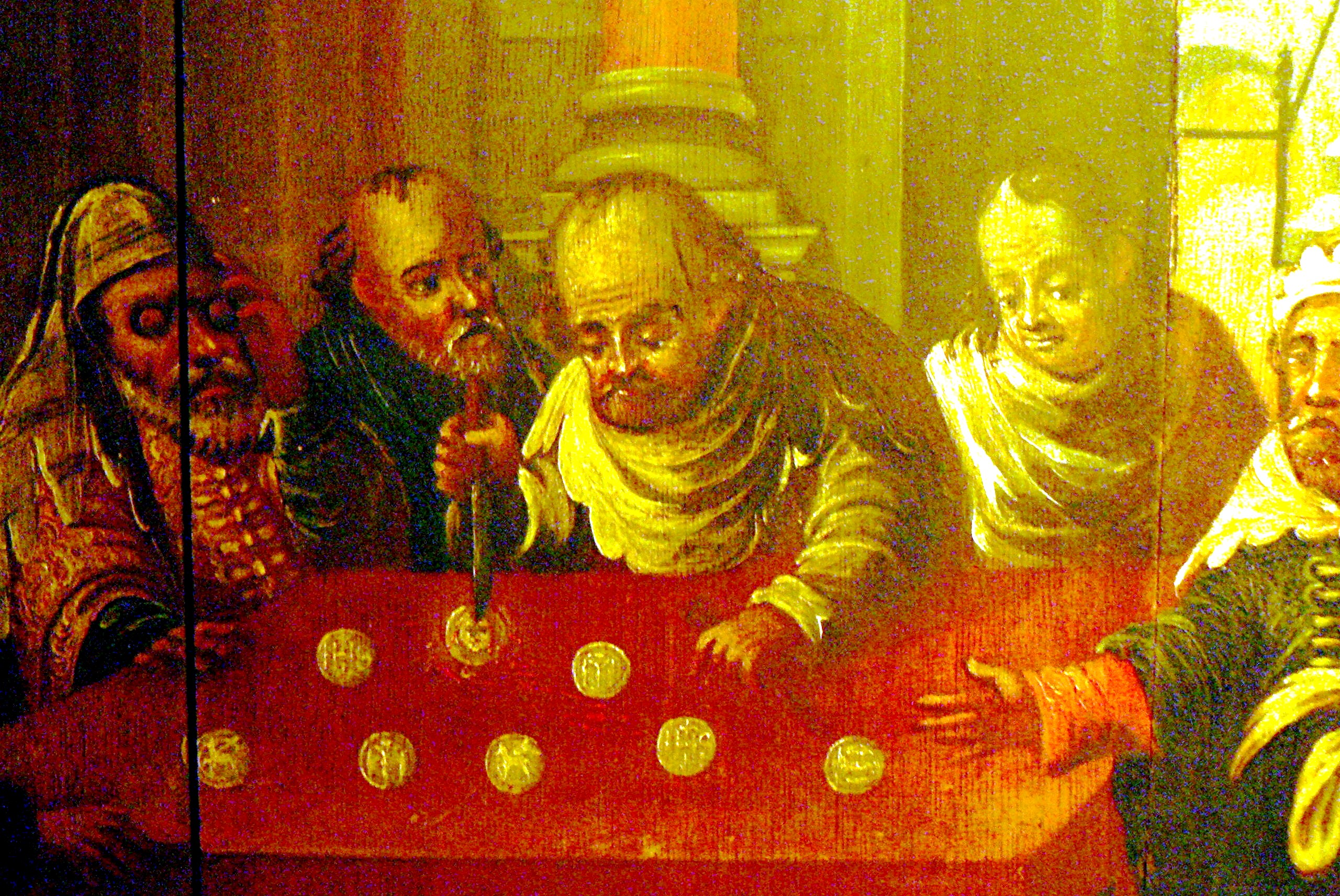
Angeblicher Hostienfrevel in Passau im Jahr 1477 (ein Jude sticht mit einem Dolch in eine Hostie mit dem Antlitz Jesu Christi, die Blut verliert), Ausschnitt eines Gemäldes aus dem 16. Jahrhundert, Oberhausmuseum Passau

Schon in der Zeit um 900 haben sich Juden im Osten Bayerns angesiedelt. In der Raffelstettener Zollordnung (902–906) wurden sie neben Bayern, Slaven und Russen ausdrücklich erwähnt. Nachweise für die konkrete Niederlassungen in Passau gibt es aus dem frühen 12. Jahrhundert. Bischof Wolfger von Erla fungierte als Schutzherr in Vertretung des Kaisers. Er gestattete einigen Juden, sich in Passau anzusiedeln und Geld zu verleihen. Sie wohnten – ghettoartig abgeschirmt – in der Schlinggasse, der späteren Judengasse und heutigen Steiningergasse. Aus dem 14. Jahrhundert ist eine Synagoge am Innufer bezeugt, in der damals so genannten Judenschulstraße. Sie heißt heute Zinngießergasse. 1338 kam es zu Pogromen in Deggendorf und Pulkau. Wie weit die Passauer Juden ebenfalls von Mord und Verfolgung betroffen waren, lässt sich nicht feststellen. Zwischen 1409 und 1412 wurden die Juden jedenfalls in der entfernten Ilzstadt angesiedelt. Fürstbischof Georg von Hohenlohe kaufte dafür ein vom Stadtrichter Niclas Czeller errichtetes Gebäude. Das „Judenstädtl“ erhielt eine Synagoge und einen Friedhof und war aus der allgemeinen Rechtsprechung ausgenommen. Ihren Lebensunterhalt bestritten die Passauer Juden weiterhin mit Geld- und Pfandverleih. Der Handel mit Waren war damals weitgehend in christlichen Händen. Vermutlich fünfzehn jüdische Familien lebten anfangs in der Ilzstadt. Vermehrt suchten Juden aus Niederbayern und Österreich Zuflucht in Passau. 1442 ließ Fürstbischof Leonhard von Laiming ein weiteres Gebäude in der Ilzstadt errichten. Um die Mitte des 15. Jahrhunderts lebten 54 Familien im Städtl.
Im gesamten 15. Jahrhundert erlebte der Hostienkult große Verbreitung. Zwar bemühte sich der päpstliche Gesandte Nikolaus von Kues um 1450, die Praktiken zu unterbinden, doch nutzten verschiedene kirchliche Strömungen den Vorwurf des Hostienfrevels ohne Skrupel. In Passau wurde dem Christen Christoph Eysengreißheimer vorgeworfen, er habe acht gestohlene Hostien verkauft. Die Juden hätten diese Hostien dann gemartert. Am 10. Februar 1478 wurden alle erwachsenen Männer des Judenstädtl verhaftet und durch Folter zu Geständnissen gezwungen. Am 10. März 1478 wurden zehn der Angeklagten hingerichtet, darunter zwei Fremde. Sie wurden mit glühenden Zangen zerfleischt und verbrannt beziehungsweise, wenn sie sich zuvor taufen ließen, enthauptet. Die Synagoge wurde zerstört, die anderen Juden wurden vertrieben. Angeblich sollen damals 40 Juden zum Katholizismus konvertiert sein um in der Stadt bleiben zu dürfen. Kurz vor seinem Tod, am 14. August 1479, legte Fürstbischof Ulrich von Nußdorf  den Grundstein für die Sühnekirche St. Salvator. Das Gotteshaus wurde 1495 fertig gestellt und diente der Pflege des katholischen Antisemitismus und Antijudaismus. Ein Messer, welches angeblich zum Durchstechen der Hostien verwendet worden sein sollte, wurde in eine prunkvolle Monstranz eingearbeitet. In Tafelbilder wurde der angebliche Hostienfrevel gezeigt. Der Versuch, ähnlich der Deggendorfer Gnad, auch in Passau eine antisemitische Wallfahrt zu etablieren, fand jedoch weniger Anklang.
Erst in der zweiten Hälfte des 19. Jahrhunderts konnte sich Juden wieder in Passau ansiedeln. Im Jahr 1867 lebten acht Juden in der Stadt, 1880 sechzehn, 1900 waren es 34 und 1910 lebten 73 hier. Das waren damals 0,3 % der Bevölkerung. Danach sank die Zahl der Juden wieder ab, bis 1933 auf 40 Personen. Zu einer Gründung einer eigenständigen jüdischen Gemeinde kam es nicht mehr. Unter dem NS-Regime wurden fast alle Juden aus der Stadt vertrieben, in die Emigration gezwungen oder in Vernichtungslagern ermordet. Zwei Frauen überlebten in Passau in sogenannten Mischehen. Nach 1945 bildete sich in der Stadt eine jüdische Gemeinde aus überlebt habenden Lagerhäftlingen. Im Januar 1946 wurde eine jüdische Gemeinde gegründet und bis August desselben Jahres stieg die Zahl auf 150 jüdische Personen an. Nach Gründung des Staates Israel im Jahr 1948 wanderten die meisten Juden aus.

## Liste der Stolpersteine
Die Tabelle ist teilweise sortierbar; die Grundsortierung erfolgt alphabetisch nach dem Familiennamen des Opfers. Die Verlegedaten finden sich in einem eigenen Absatz unterhalb der Liste.
| Bild | Inschrift | Standort            | Leben |
| ---- | --- | ------------------- | --- |
|      | HIER WOHNTE ANNA K. BURIAN GEB. LIPPMANN JG. 1882 ANTISEMITISCHE HETZE UNFREIWILLIG VERZOGEN 1929 MÜNCHEN DEPORTIERT 1941 KAUNAS FORT IX ERMORDET 25.11.1941 | Angerstraße 41 ·    | Anna Kathinka Burian geb. Lippmann wurde am 14. November 1882 in Würzburg geboren. Sie war ab 1907 verheiratet mit Emil Burian, einen aus Wien stammenden Kaufmann in Passau. Das Ehepaar begründete das Tuchlager Burian & Zinner, ein angesehenes Kaufhaus an der Maxbrücke. Anna und Emil Burian hatten drei Kinder: Gertrud Karolina, Kurt und Otto Heinrich (siehe unten). Aufgrund einer antisemitischen Kampagne gegen Kaufhaus und Familie bereits im Jahr 1929 sahen die Burians keine anderen Ausweg, als das Geschäft aufzugeben. Sie verließen Passau und übersiedelten nach München. Tochter Gertrud ging nach Berlin und studierte dort, beide Söhne kamen mit nach München. Hier lebten sie zuerst in der Tengstraße 6. Alle drei Kinder der Burians konnten rechtzeitig auswandern und sich in Sicherheit bringen. Sie drängten ihre Eltern nach Italien zu flüchten. Sohn Kurt hatte eine Wohnung für sie in Mailand gemietet, alle Sachen waren in Containern verpackt und es gab eine polizeiliche Abmeldung mit 31. August 1935 für Mailand. Doch am 1. September 1938 erfolgt eine Registrierung des Paares für die Steinheilstraße 20 in München. Die Burians entschieden sich kurzfristig gegen die Auswanderung nach Italien, nachdem Kurt Burian sie über den antisemitischen Kurs Benito Mussolinis informierte. Die Brüder schickten den Eltern Geld, es wurden illegale Visa für Kuba besorgt. Doch die Ausreise fand nicht statt und war ab dem 23. Oktober 1941 auf Grund eines Befehls Heinrich Himmlers, der es Juden des Reiches verbot dieses zu verlassen, auch nicht mehr möglich. Anna Kathinka Burian und ihr Mann mussten in eine bescheidenere Wohnung umziehen, sie zogen zuerst in die Reichenbachstraße, später in die Zweibrückenstraße 6. Ihr Mobiliar war zuvor schon zerstört worden. Am 20. November 1941 wurden die Burians ins IX fortas in Kaunas deportiert. Ihr restliches Hab und Gut wurde beschlagnahmt und versteigert. Anna Kathinka Burian und ihr Mann wurden am 25. November 1941 in Kaunas ermordet. Die drei Kinder konnten sich durch Emigration retten. |
|      | HIER WOHNTE EMIL BURIAN JG. 1877 ANTISEMITISCHE HETZE UNFREIWILLIG VERZOGEN 1929 MÜNCHEN DEPORTIERT 1941 KAUNAS FORT IX ERMORDET 25.11.1941                  | Angerstraße 41 ·    | Emil Burian wurde am 24. August 1877 in Wien-Hernals geboren. Seine Eltern waren Adolf Burian und Rosa geb. Benesch. Er hatte eine Zwillingsschwester, Marie und einen jüngeren Bruder, Oskar. Burian machte eine Lehre als Schaufensterdekorateur und Verkäufer in einem Wiener Kaufhaus. 1898 übersiedelte er nach Passau und fand Arbeit bei verschiedenen jüdischen Geschäftsleuten. 1904 erhielt Burian das Heimatrecht. 1906 wurde er Bürger der Stadt und übernahm die Leitung von „Pick & Friedmann“ in der Wittgasse 9. 1907 heiratete er Anna Kathinka geb. Lippmann, Tochter eines vermögenden Bankiers aus Würzburg. Das Paar bekam drei Kinder: Gertrud Karolina (geboren 1908), Kurt (geboren 1913) und Otto Heinrich (geboren 1918). Eine gute Ausbildung der Kinder war den Burians sehr wichtig. Mit Unterstützung von Julius Pick, Emil Burians bisherigem Arbeitgebers, eröffnete das Ehepaar im Jahr ihrer Hochzeit das Tuchlager Burian & Zinner, ein rasch zu Ansehen gelangendes Kaufhaus im Hause Roßtränke 12 an der Maxbrücke. Emil Burian wurde Mitglied der Industrie- und Handelskammer und im örtlichen ADAC. Die Familie lebte in einem großen Haus mit Blick auf Donau und Altstadt. Emil Burian wird von seinem Sohn als großer Musikliebhaber beschrieben, der ein Berdux-Piano und eine Schuster-Violine sowie viele Noten besaß. Ein prämiertes Kostüm der Tochter beim ADAC-Faschingsball 1928 wurde vom Stürmer, einem nationalsozialistischen Hetzblatt, zum Ausgangspunkt für eine antisemitische Kampagne gegen die Burians und ihr Kaufhaus genommen. Emila Burian klagte erfolgreich gegen den Stürmer, doch kam es zu einem Boykott des Geschäfts durch die Passauer Bürger. Emil Burian sah 1929 keine Ausweg mehr, musste das Geschäft aufgeben und übersiedelte mit der Familie nach München. Hier war Burian Vertreter, war im Besitz eines Autos von Graham-Paige, konnte so seine Kunden besser bedienen. Nach der Machtergreifung der Nationalsozialisten kam es zu immer mehr Einschränkungen für Juden. 1934 ging die Firma, für die Emil Burian arbeitete bankrott und er verlor seinen Job. Alle drei Kinder konnten sich in Sicherheit bringen. Die Kinder versuchten ihre Eltern zu retten, doch dies misslang (siehe Anna Burian). Emil Burian und seine Frau wurden am 20. November 1941 von München nach Kaunas in Litauen deportiert. Emil Burian und seine Frau wurden dort am 25. November 1941 ermordet. Die drei Kinder überlebten durch Emigration. Seine Zwillingsschwester war zweimal verheiratet, einmal mit Isidor Michalup (gestorben 1931) und danach mit dem Witwer Moritz Goldbach (geboren 1860). Die Schwester und ihr zweiter Ehemann wurden ebenfalls Opfer der Shoah. Sie starben beide in Theresienstadt. Sein Bruder Oskar überlebte ebenfalls, laut einer Großnichte spielte er nach dem Krieg bei den Wiener Philharmonikern. |
|      | HIER WOHNTE GERTRUD KAROLINA BURIAN JG. 1908 ANTISEMITISCHE HETZE UNFREIWILLIG VERZOGEN 1929 MÜNCHEN FLUCHT 1939 USA                                         | Angerstraße 41 ·    | Gertrud Karolina Burian wurde am 21. Juli 1908 in Passau geboren. Sie war die Erstgeborene von Anna Kathinka und Emil Burian. Es folgten zwei Brüder, 1913 Kurt und 1918 Otto Heinrich. Sie verlebte eine unbeschwerte Kindheit und Jugend in einer sehr musikalischen Familie. Sie erlangte ihr Abitur als beste Schülerin an der Oberrealschule in Passau. Danach studierte sie als eine der ersten weiblichen Studentinnen an der Philosophisch-theologischen Hochschule. Sie war zudem sehr sportlich und Mitglied des Deutschen Skiverbandes. Karolina Burian engagierte sich in der SPD. Ihr Kostüm beim Faschingsball des ADAC Passau 1928 wurde ausgezeichnet und danach vom Hetzblatt der NSDAP, dem Stürmer (Autor der Artikel war Karl Holz), zum Anlass für eine antisemitische Kampagne gegen ihre Familie und gegen das Kaufhaus genommen. Die Eltern sahen sich gezwungen, das Geschäft aufzugeben und übersiedelten mit den Söhnen 1929 nach München, Hingegen hielt sich Gertrud Karolina Burian überwiegend in Berlin auf, wo ihre beste Freundin Ilse Grünebaum lebte. Dort lernte sie Eric Plotke, ihren späteren Ehemann kennen. 1939 entschied sich das Paar zur Flucht. Die Plotkes gingen nach Chicago und hatten zumindest einen Sohn, Fred. Nach dem Tod ihres Ehemannes heiratete sie erneut und hieß Berkey. 1988 kehrte sie gemeinsam mit Bruder Otto und ihrem Sohn für einen Besuch nach Passau zurück. Kurz darauf verstarb ihr Bruder. Karolina Gertrude Berkey starb 1995 in Florida. |
|      | HIER WOHNTE KURT BURIAN JG. 1913 ANTISEMITISCHE HETZE UNFREIWILLIG VERZOGEN 1929 MÜNCHEN FLUCHT 1939 USA                                                     | Angerstraße 41 ·    | Kurt Burian wurde am 6. Dezember 1913 in Passau geboren. Seine Eltern waren Emil Burian und Anna Kathinka geb. Lippmann. Er hatte eine ältere Schwester, Gertrud Karolina, und einen jüngeren Bruder, Otto Heinrich. 1929 übersiedelte die Familie aufgrund des zunehmend antisemitischen Klimas in der Stadt nach München. Er wählte einen musikalischen Berufsweg und schrieb sich am Münchner Musikkonservatorium ein. 1934 wurde er wegen seiner jüdischen Herkunft von seiner Ausbildungsstätte vertrieben. Er entschloss sich zur Emigration, die jedoch zu einer Irrfahrt wurde. Begleitet wurde er während dieser Zeit oft von seinem Onkel, Oskar Burian, ebenfalls Musiker. Sie gelangten in die Schweiz, bekamen aber dort keinen Daueraufenthalt. Sie spielten danach als Hotelpianisten in Mailand. Kurt Burian konnte nach Panama flüchten und letztlich 1939 in die Vereinigten Staaten, mit einem Affidavit, welches ihm der jüngere Bruder verschafft hatte. Mit der Santa Paula fuhr er von Cristóbal ab und langte am 24. Oktober 1939 in New York an. In den USA nannte er sich auch Kurt Will. Kurt Burian verdiente sich auch in den USA seinen Lebensunterhalt als Musiker. 1949 war er Untermieter in Manhattan in der West 95th Street 177. 1942 wurde er amerikanischer Staatsbürger. Kurt und Otto Burian bemühten sich ihre Eltern zu retten, Kurt Burian mietete eine Wohnung in Mailand für seine Eltern und überwies 900 Dollar an zwei Agenten in New York für illegale Ausreise-Visa nach Kuba, doch der Rettungsversuch misslang. Seinen Militärdienst übte er weitgehend im Theater aus. Er wurde 1942 von Irving Berlin für dessen Broadway-Show This Is the Army als Pianist rekrutiert. Das Musical sollte die Moral der Soldaten heben. Mit dieser Produktion gastierte Kurt Burian nicht nur in ganz Amerika, sondern auch in mehreren Städten des United Kingdom, dann in Algier, Neapel, Kairo, schließlich auch im Iran, in Neuguinea und auf Guam. Später diente Burian im United States Army Intelligence als Technician Third Grade. Nach dem Krieg konnte er sich als Konzertpianist und -sänger in vornehmen Etablissements in Manhattan etablieren und heiratete 1947 Frances geb. Thomas aus Detroit, eine Lektorin bei Time Life. Sie hatte Musik studiert und sie lernte Burian bei einem Auftritt in einem Cafe kennen. 1970 kehrte er mit seiner Frau nach Bayern zurück und ließ sich in Feldafing am Starnberger See nieder. Er starb laut mehreren Quellen im September 1972 bei einem Skiurlaub in den Dolomiten, wahrscheinlich an einem Herzinfarkt. Der Stadtarchivar von Passau nennt jedoch Bruneck und den 15. Februar 1978 als Todesdaten. Er hatte keine Kinder. Seine Witwe starb am 10. März 1999. |
|      | HIER WOHNTE OTTO HEINRICH BURIAN JG. 1918 ANTISEMITISCHE HETZE UNFREIWILLIG VERZOGEN 1929 MÜNCHEN FLUCHT 1938 USA                                            | Angerstraße 41 ·    | Otto Heinrich Burian war das jüngste Kind von Emil und Anna Kathinka Burian. Er wurde am 28. September 1918 in Passau geboren. Er hatte eine Schwester und einen Bruder, Gertrud Karolina und Kurt. Er besuchte zuerst wie seine Geschwister die St.-Nikola-Volksschule in Passau, dann nach dem Umzug der Familie die Gisela-Oberrealschule in München. In späteren Jahren betonte er, er sei als 100 % assimilierter Deutscher mit jüdischem Hintergrund aufgewachsen. Als einzigen Unterschied habe er wahrnehmen können, dass ihn die Priester nicht in den Religionsunterricht einschreiben konnten. Nach der 10. Klasse musste er aufgrund der Rassengesetzgebung des NS-Regimes – wie auch alle anderen jüdischen Schüler – die Schule ohne Abschluss verlassen. Er entschloss sich, das sogenannte Dritte Reich zu verlassen und flüchtete 1938 über Antwerpen in die Vereinigten Staaten. Hier nannte er sich Arthur Henry Burian. 1939 half er seinen Bruder Kurt, damit dieser auch in die USA kommen konnte. Zusammen mit seinem Bruder versuchte er die Eltern ebenfalls zu retten, sendete auch Geld nach Deutschland, doch der Rettungsversuch misslang. Arthur Burian absolvierte eine Lehre zum Kfz-Mechaniker in New York, nahm 1944 die amerikanische Staatsbürgerschaft an und wurde Soldat. Er wurde 1946 nach Europa entsandt – mit dem Auftrag, „mögliche Racheakte von jüdischen Soldaten an deutschen Kriegsgefangenen zu verhindern. Er hatte eine Tochter, Sue. In seinen späten Jahren wurde er Zertifizierter Finanzplaner. 1988 besuchte er mit seiner Schwester und seinem Neffen noch einmal Passau. Arthur Burian starb kurz darauf an einem Herzinfarkt.“ |
|      | HIER WOHNTE ILSE GRÜNEBAUM JG. 1910 UMZUG 1928 BERLIN FLUCHT 1939 ENGLAND                                                                                    | Nikolastraße 10 ·   | Ilse Grünebaum wurde 1910 wurde als erstes Kind von Leopold Grünebaum und Margareta geb. Haase geboren. Sie hatte zwei Schwestern. Das Elternhaus war wohlhabend, sie hatten Köchin und Kindermädchen. Ilse besuchte zunächst die evangelische Schule, damals untergebracht in einem Seitengebäude der heutigen Volksschule St. Nikola, dann die Oberrealschule, schließlich die Handelsschule „Josephsheim“. Dort erlangte sie ihren Abschluss. 1928 übersiedelte Grünebaum nach Berlin, wo sie eine Stelle als Kontoristin fand. Bereits 1933 verlor sie in Folge des ersten Judenboykotts die Anstellung. Danach arbeitete sie bei einem jüdischen Anwalt. Im Jahr 1939 flüchtete Ilse Grünebaum nach England. Dort arbeitete sie als Haushaltshilfe. 1946 wanderte sie in die USA aus und blieb dort bis zur Pensionierung im Jahr 1979 als Sekretärin in New York tätig war. Ilse Grünebaum verstarb ebendort am 20. Januar 2002. Ihr Vater starb einen Tag vor der geplanten Ausreise, ihre Mutter wurde deportiert und ermordet. Ihre Schwester Rosa konnte auch rechtzeitig emigrieren und überleben, ihre Schwester Margot wurde aus Gurs befreit und überlebte ebenfalls die Shoah. |
|      | HIER WOHNTE LEOPOLD GRÜNEBAUM GEB. HAASE JG. 1876 UNFREIWILLIG VERZOGEN 1934 MÜNCHEN HERZINFARKT VOR FLUCHT TOT 20.1.1940                                    | · Nikolastraße 10 · | Leopold Grünebaum wurde am 10. Dezember 1876 in Hessen geboren. 1905 übernahm er das Textilgeschäft von Robert Beermann und baute es Schritt für Schritt zum Warenhaus um. 1908 heiratete er Margareta geb. Haase. Das Ehepaar bekam drei Töchter: Ilse, Margot und Rosa, alle geboren zwischen 1910 und 1912. Seine Frau übernahm 1914 die Leitung der neuen Filiale in Vilshofen und während seines Militärdienstes im Ersten Weltkrieg führte sie beide Geschäfte. Die Töchter wuchsen wohl behütet auf, zwei von ihnen konnten auf ein Internat nach Hannover geschickt werden. Doch der zunehmende Antisemitismus und die Machtübernahme der Nationalsozialisten führten schließlich zum Boykott aller jüdischen Geschäfte der Stadt. Die Familie war gezwungen, das Kaufhaus zu einem Spottpreis zu verkaufen, der neue Besitzer war die Familie Kreilinger, und die Stadt zu verlassen. Tochter Ilse war bereits 1928 nach Berlin gegangen, sie flüchtete später nach England. Tochter Margot wurde Kindermädchen bei Familie Wronker. Die anderen Familienmitglieder zogen 1934 nach München. Sie bemühten sich um eine Möglichkeit der Emigration. 1939 konnte sich Ilse und Rosa nach England in Sicherheit bringen. Das Ehepaar Grünebaum erhielt Visa für Venezuela. Am Tag vor der geplanten Abreise am 12. Januar 1940 bekam Leopold Grünebaum einen tödlichen Herzinfarkt während er stundenlang in einer Schlange anstehen musste. Seine Frau wurde ein Jahr später verhaftet, deportiert und 1941 in Kaunas ermordet. Die drei Töchter konnten überleben, zwei Töchter im Exil, Tochter Margot wurde aus dem Internierungslager Gurs befreit. |
|      | HIER WOHNTE MARGARETA GRÜNEBAUM GEB. HAASE JG. 1884 UNFREIWILLIG VERZOGEN 1934 MÜNCHEN DEPORTIERT 1941 KAUNAS FORT IX ERMORDET 25.11.1941                    | Nikolastraße 10 ·   | Margareta Grünebaum geb. Haase wurde am 4. Juni 1884 in Posen geboren. Im Alter von 24 Jahren heiratete sie den acht Jahre älteren Kaufmann Leopold Grünebaum. Das Ehepaar zog in die Nikolastraße 10, in das Haus, in dem sich heute die Handwerkskammer befindet. In den Jahren 1910 bis 1912 bekamen sie drei Töchter, Ilse, Margot und Rosa. 1914 übernahm sie die Leitung der neuen Filiale in Vilshofen und während des Militärdienstes ihres Ehemannes im Ersten Weltkrieg führte sie beide Geschäfte. Die Töchter wuchsen wohl behütet auf, zwei von ihnen konnten auf ein Internat nach Hannover geschickt werden. Doch der zunehmende Antisemitismus und schließlich der Boykott der jüdischen Geschäfte in Passau stürzten die Familie in den Ruin. Die Grünebaums waren gezwungen, weit unter Wert zu verkaufen und die Stadt zu verlassen. Sie bezogen Quartier in München, Tochter Margot hatte eine Anstellung als Kindermädchen gefunden und wohnte nicht mehr in Passau. 1939 konnten sich auch die anderen Töchter durch Flucht nach England in Sicherheit bringen, Ilse von Berlin aus und Rosa von München aus. Für Anfang 1940 war auch die Flucht von Leopold und Margareta Grünebaum geplant. Sie wollten nach Venezuela auswandern. Doch am Tag der Abreise erlitt ihr Ehemann einen Herzinfarkt und verstarb. Ihre Ausreisepapiere waren an die des Ehemanns gebunden, weshalb Margareta Grünebaum nicht flüchten konnte. Am 20. November 1941 wurde sie nach Kaunas in Litauen deportiert und am Tag der Ankunft am 25. November 1941 im Fort IX durch Vergasung ermordet. Ihre Töchter überlebten, zwei im Exil, Margot Grünebaum wurde aus dem Internierungslager Gurs befreit. |
|      | HIER WOHNTE MARGOT GRÜNEBAUM JG. 1911 FLUCHT 1934 FRANKREICH VERHAFTET 1940 INTERNIERT GURS BEFREIT / ÜBERLEBT                                               | Nikolastraße 10 ·   | Margot Grünebaum wurde 1911 geboren. Ihre Eltern waren Leopold Grünebaum und Margareta geb. Haase. Sie hatte zwei Schwestern, Ilse und Rosa. Sie besuchte eine protestantische Volksschule und danach die Klosterschule Niedernburg, wo sie und ihre Schwester Rosa ihren Abschluss absolvierten. Zwei Jahre lang verbrachte sie in England. 1932 kehrte sie für wenige Monate zu ihren Eltern zurück. Danach arbeitete sie als Kindermädchen für die Familie Wronker. Gemeinsam mit dieser Familie flüchtete sie nach Paris. Dort wurde sie 1940 von den deutschen Invasoren gefangen genommen und ins Internierungslager Gurs im Süden Frankreichs deportiert. Nach vier Jahren im Lager wurde sie befreit. Margot Grünebaum ging nach Marseille und von dort über Portugal nach New York. Sie fand eine Anstellung in einer Fabrik und heiratete im selben Jahr Emanuel Gottesmann, einen aus Polen stammenden österreichischen Juden. Sie starb im Alter von sechzig Jahren in England. |
|      | HIER WOHNTE ROSA GRÜNEBAUM JG. 1912 UNFREIWILLIG VERZOGEN 1934 MÜNCHEN FLUCHT 1939 ENGLAND                                                                   | Nikolastraße 10 ·   | Rosa Grünebaum wurde 1910 wurde als jüngstes Kind von Leopold Grünebaum und Margareta geb. Haase geboren. Sie hatte zwei Schwestern, Ilse und Margot. Das Elternhaus war wohlhabend, das Kaufhaus der Eltern florierte, kam jedoch durch den Ende der 1920er Jahre sich ausbreitenden Antisemitismus in eine schwere Krise. Nach der Machtergreifung der Nationalsozialisten wurde das Geschäft fast durchgehend boykottiert, der Vater sah sich zum Verkauf weit unter Wert gezwungen. Rosa Grünebaum, die ebenfalls im Geschäft ihrer Eltern gearbeitet hatte, verließ gemeinsam mit ihnen die Geburtsstadt und sie übersiedelte nach München. Ilse war schon ab 1928 in Berlin, Margot als Kindermädchen der Wronkers ebenfalls schon nicht mehr im Elternhaus. Rosa Grünebaum fand eine Büroanstellung in München und verlobte sich mit Albert Grünzeug. 1939 fand sie in England eine Anstellung als Dienstmädchen. Ihr Verlobter wurde in ein Konzentrationslager deportiert, konnte aber überleben und verließ Europa. Rosa Grünebaum verließ nach dem Ende des Krieges ebenfalls Europa und reiste ihrem Verlobten nach. In Caracas in Venezuela trafen sie sich wieder und heirateten. 1979 zogen sie nach Miami in Florida. Rosa Grünzeug starb am 12. August 1986. |
|      | HIER WOHNTE HENRIETTE PICK GEB. LEDERER JG. 1874 UNFREIWILLIG VERZOGEN 1938 MÜNCHEN FLUCHT 1939 SCHWEIZ                                                      | Ludwigstraße 19 ·   | Henriette Pick geb. Lederer wurde als Tochter eines jüdischen Kaufmanns am 30. Dezember 1874 in Bamberg geboren. 1901 heiratete sie den jüdischen Kaufmann Julius Pick und zog nach Passau. Das Paar hatte zwei Töchter, Lilly und Paula. Nach dem Tod ihres Mannes im Jahr 1924 übernahm sie gemeinsam mit ihrem Pflegesohn Robert Weilheimer, er war ein Neffe ihres verstorbenen Gatten, die Leitung des Kaufhauses. 1938 verließen sie und ihre Töchter aufgrund der unerträglich gewordenen antisemitischer Hetze die Stadt und übersiedelten nach München bzw. Stuttgart. Der Besitz wurde „arisiert“, am 1. April 1938 wurde das Kaufhaus Pick von der Firma Otto & Schramm übernommen. 1939 gelang Henriette Pick die Flucht in die Schweiz, wo sie von der Unterstützung durch ihre Schwester lebte. 1953 verkaufte sie das inzwischen rückerstattete Anwesen in Passau. Sie erhielt eine Rente als ehemals rassisch Verfolgte von der Bundesrepublik Deutschland. 1957 zog sie in ein jüdisches Altersheim in München. Sie starb dort 1971. Beide Töchter konnten überleben, Paula durch Flucht nach Palästina und Lilly aufgrund ihrer Ehe mit einem Nichtjuden. Der Pflegesohn wurde der Rassenschande beschuldigt, verhaftet, verurteilt, später deportiert und im Vernichtungslager Treblinka ermordet. |
|      | HIER WOHNTE LILLY PICK VERH. KUNDMÜLLER JG. 1902 VERZOGEN/HEIRAT 1939 STUTTGART MIT HILFE BEFREIT / ÜBERLEBT                                                 | Ludwigstraße 19 ·   | Lilly Pick verh. Kundmüller wurde 1902 geboren. Sie war die Tochter von Julius Pick und Henriette geb. Lederer. Sie hatte eine jüngere Schwester, Paula. Bis 1918 besuchte sie ein Mädcheninternat in Hannover. Am 20. März 1928 heiratete sie Joseph Kundmüller, Sepp genannt, geboren am 8. November 1898 und christlicher Herkunft. Ihr Ehemann war Zollbeamter und wurde im Dienst wegen seiner „nichtarischen“ Ehefrau schikaniert. Er durfte die Zollinspektorprüfung nicht ablegen und wurde 1939 nach Stuttgart zwangsversetzt. Lilly konnte die NS-Zeit aufgrund der aufrechten Ehe überleben. 1949 wanderte das Ehepaar nach Amerika aus. 1956 erhielt Joseph Kundmüller aus Deutschland das Angebot, die Zollinspektorprüfung nachholen zu dürfen. Er lehnte ab und blieb mit seiner Frau in Kalifornien. Lilly Kundmüller starb am 7. Mai 1979 in Mountain View, Kalifornien, ihr Ehemann ebendort am 24. März 1982. |
|      | HIER WOHNTE PAULA PICK JG. 1904 UNFREIWILLIG VERZOGEN 1938 MÜNCHEN FLUCHT 1939 SCHWEIZ 1939 PALÄSTINA                                                        | Ludwigstraße 19 ·   | Paula Pick wurde 1904 geboren. Sie war die Tochter von Julius Pick und Henriette geb. Lederer. Sie hatte eine ältere Schwester, Lilly. Von 1914 bis 1920 besuchte sie die Höhere Töchterschule in Passau und schloss mit der Mittleren Reife ab. Danach absolvierte sie eine zweijährige Ausbildung an einem Mädcheninstitut in Hannover und eine Ausbildung zur Kauffrau im Kaufhaus der Eltern. Sie wurde Mitglied der Geschäftsleitung des Kaufhauses Pick. 1938 wurde die Firma „arisiert“ und die Familie aus Passau vertrieben. Paula Pick ging vorübergehend nach München, flüchtete 1939 in die Schweiz und lebte mit der Unterstützung Verwandter in Basel. Ihr gelang die Emigration nach Palästina. Dort war sie zuerst arbeitslos, bekam dann eine Stelle als Volontärin und wurde schließlich in einem Erholungsheim angestellt. Sie lernte Siegfried Gelman kennen, einen polnischen Juden. Sie heirateten. 1948 wurde das Erholungsheim geschlossen und sie machte sich selbständig. Paula Gelman starb am 31. Juli 1991 in Haifa. |
|      | HIER WOHNTE ROBERT WEILHEIMER PFLEGESOHN JG. 1900 VERHAFTET 1938 GEFÄNGNIS AMBERG DEPORTIERT 1942 ERMORDET IN TREBLINKA                                      | Ludwigstraße 19 ·   | Robert Weilheimer wurde am 8. Februar 1900 in Ludwigshafen geboren. Er war der Neffe von Julius Pick. Ab 1906 lebte er als Pflegesohn und Lehrling bei der jüdischen Familie Pick in Passau. Als Julius Pick 1924 verstarb übernahm er gemeinsam mit Henriette Pick die Leitung des Warenhauses in der Ludwigstraße 19. Nachdem er 1938 eine Wanderung mit einer nicht-jüdischen Frau in Berlin unternommen hatte, wurde gegen ihn Anzeige beim Gendarmerieposten von Spiegelau wegen sogenannter „Rassenschande“ erstattet. Die Dame aus Berlin wurde verhört und Robert Weilheimer wurde Mitte August 1938 verhaftet. Er gab an, dass es zu sexuellen Handlungen, aber keinem Geschlechtsverkehr kam (nur Geschlechtsverkehr war vervoten). Eine Untersuchung von Herta Z., der betreffenden Dame, ergab die Richtigkeit dieser Aussage. Es folgte ein Verfahren „zum Schutze des deutschen Blutes und der deutschen Ehre“. Angeklagt wurde er wegen „beischlafähnlicher Handlungen“. Weilheimer war im Passauer Landgerichtsgefängnis inhaftiert und wurde am 31. Dezember 1938 von der Strafkammer des Landgerichts Passau abgeurteilt, zu einer Zuchthausstrafe von zweieinhalb Jahren wegen „schwerer Beleidigung des völkischen Rasseempfindens“. 1939 wurde er in das Zuchthaus Amberg überstellt und 1942 in das Vernichtungslager Treblinka deportiert. Robert Weilheimer wurde dort 1942 vom NS-Regime ermordet. |

## Verlegung
Die bislang einzige Stolpersteinverlegung von Passau fand am 24. Juli 2015 als Aktion unter Leitung des Stadtjugendrings zum Gedenken an das Ende der NS-Gewaltherrschaft vor 70 Jahren statt, Die Stolpersteine wurden von Gunter Demnig persönlich verlegt.
Die Geschichte der Familie Burian wurde von Jugendlichen im Bund der Deutschen Katholischen Jugend (BDKJ) und der Evangelischen Jugend im Dekanat Passau recherchiert. BDKJ und Evangelische Jugend übernahmen auch die Patenschaft für zwei der fünf Stolpersteine. Die Biographien von Leopold Grünebaum und den Töchtern Margot und Rosa wurden vom Gisela-Gymnasium erstellt. Die Lebensgeschichten von Margareta Grünebaum und ihrer Tochter Ilse wurden von der Mittelschule St. Nikola zusammengetragen. Mit dem Schicksal der Familie Pick hat sich das Gymnasium Leopoldinum auseinandergesetzt.